# IHeartRadio Music Awards 2023
La decima edizione degli iHeartRadio Music Awards si è svolta il 27 marzo 2023 presso il Dolby Theatre di Los Angeles in California. La cerimonia è stata presentata dal cantautore statunitense Lenny Kravitz ed è stata trasmessa in diretta dall'emittente televisiva Fox.
La lista delle candidature è stata annunciata l'11 gennaio 2023.
Taylor Swift e Harry Styles, con otto candidature ciascuno, sono stati gli artisti con più nomination di questa edizione, seguiti da Drake, Dua Lipa e Jack Harlow con sei ciascuno. Avendo vinto in sei categorie su otto candidature totali, Taylor Swift è risultata anche l'artista più premiata della serata.
Durante la cerimonia, la cantautrice statunitense Pink è stata insignita del premio Icona per il suo impatto sulla music pop, la longevità e la continua rilevanza attraverso nuova musica, torunée e potenza radiofonica. Alla cantante statunitense Taylor Swift, invece, è stato assegnato il premio Innovatore grazie alle sue battaglie per i diritti delle donne e della comunità LGBTQ+.

## Presentatori ed esibizioni

### Presentatori
La lista dei presentatori è stata resa pubblica il 7 marzo 2023.

### Esibizioni
- Pink – Trustfall[13]
- Pat Benatar, Neil Giraldo, Kelly Clarkson & Pink – Tributo a Pink: Just Like a Pill / Just Give Me a Reason / What About Us / Who Knew / All I Know So Far[14]
- Coldplay – My Universe[15]
- Cody Johnson – Till You Can't[16]
- Jax – Victoria's Secret[17]
- Lenny Kravitz – American Woman / Fly Away / Are You Gonna Go My Way[18]
- Latto – Big Energy / Lottery[19]
- Muni Long – Hrs and Hrs[20]
- Keith Urban – Brown Eyes Baby / Somewhere In My Car[21]
- Giovannie and the Hired Guns – Ramon Ayala[22]

## Vincitori e candidati
La lista delle candidature è stata annunciata l'11 gennaio 2023. Taylor Swift ed Harry Styles, con otto candidature ciascuno, sono stati gli artisti con più nomination di questa edizione, seguiti da Drake, Dua Lipa e Jack Harlow con sei ciascuno e Beyoncé e Doja Cat a parimerito con 5. I vincitori sono posizionati al primo posto e evidenziati in grassetto.

### Canzone dell'anno
- Taylor Swift – Anti-Hero
- Lizzo – About Damn Time
- Harry Styles – As It Was
- Latto – Big Energy
- Imagine Dragons e JID – Enemy
- Jack Harlow – First Class
- Justin Bieber – Ghost
- Glass Animals – Heat Waves
- Lil Nas X e Jack Harlow – Industry Baby
- Doja Cat – Woman

### Artista dell'anno
- Harry Styles
- Beyoncé
- Doja Cat
- Drake
- Dua Lipa
- Jack Harlow
- Justin Bieber
- Lizzo
- Taylor Swift
- The Weeknd

### Miglior duo/gruppo dell'anno
- Imagine Dragons
- AJR
- Black Eyed Peas
- Blackpink
- Silk Sonic
- Glass Animals
- Måneskin
- OneRepublic
- Parmalee
- Red Hot Chili Peppers

### Miglior collaborazione
- Sam Smith e Kim Petras – Unholy
- Elle King e Miranda Lambert – Drunk (And I Don't Wanna Go Home)
- Elton John e Dua Lipa – Cold Heart (Pnau Remix)
- Kelsea Ballerini feat. Kenny Chesney – Half of My Hometown
- Post Malone feat. Doja Cat – I Like You (A Happier Song)
- Lil Nas X e Jack Harlow – Industry Baby
- Post Malone e The Weeknd – One Right Now
- Megan Thee Stallion e Dua Lipa – Sweetest Pie
- Future feat. Drake & Tems – Wait for U
- Doja Cat feat. The Weeknd – You Right

### Miglior nuovo artista pop
- Jax
- Dove Cameron
- Gayle
- Nicky Youre
- Steve Lacy

### Canzone country dell'anno
- Cole Swindell – She Had Me at Heads Carolina
- Jordan Davis feat. Luke Bryan – Buy Dirt
- Kelsea Ballerini feat. Kenny Chesney – Half of My Hometown
- Luke Combs – The Kind of Love We Make
- Morgan Wallen – Wasted on You

### Artista country dell'anno
- Morgan Wallen
- Carrie Underwood
- Jason Aldean
- Kane Brown
- Luke Combs

### Miglior nuovo artista country
- Cody Johnson
- Bailey Zimmerman
- Elle King
- Elvie Shane
- Priscilla Block

### Artista afrobeat dell'anno
- Wizkid
- Tems
- Burna Boy
- CKay
- Fireboy DML

### Canzone hip hop dell'anno
- Future feat. Drake & Tems – Wait for U
- Hitkidd e GloRilla – F.N.F. (Let's Go)
- Jack Harlow – First Class
- Drake feat. Lil Baby – Girls Want Girls
- Kodak Black – Super Gremlin

### Artista hip hop dell'anno
- Drake
- Future
- Kodak Black
- Lil Baby
- Moneybagg Yo

### Miglior nuovo artista hip hop
- GloRilla
- Latto
- B-Lovee
- Nardo Wick
- SleazyWorld Go

### Canzone R&B dell'anno
- SZA – I Hate U
- Beyoncé – Break My Soul
- Tems – Free Mind
- Muni Long – Hrs and Hrs
- Silk Sonic – Smoking out the Window

### Artista R&B dell'anno
- SZA
- Blxst
- Silk Sonic
- Muni Long
- Yung Bleu

### Miglior nuovo artista R&B
- Muni Long
- Blxst
- Brent Faiyaz
- Steve Lacy
- Tems

### Canzone alternativa dell'anno
- Imagine Dragons e JID – Enemy
- Red Hot Chili Peppers – Black Summer
- Blink-182 – Edging
- Glass Animals – Heat Waves
- Kate Bush – Running Up That Hill (A Deal With God)

### Artista alternativo dell'anno
- Red Hot Chili Peppers
- Imagine Dragons
- Måneskin
- Twenty One Pilots
- Weezer

### Miglior nuovo artista alternativo & rock
- Giovannie and the Hired Guns
- Beach Weather
- BoyWithUke
- Turnstile
- Wet Leg

### Canzone rock dell'anno
- Red Hot Chili Peppers – Black Summer
- Ozzy Osbourne feat. Jeff Beck – Patient Number 9
- Shinedown – Planet Zero
- Three Days Grace – So Called Life
- Jack White – Taking Me Back

### Artista rock dell'anno
- Papa Roach
- Ghost
- Red Hot Chili Peppers
- Shinedown
- Three Days Grace

### Canzone dance dell'anno
- David Guetta & Bebe Rexha – I'm Good (Blue)
- Elton John & Dua Lipa – Cold Heart (Pnau Remix)
- KX5, Kaskade, Deadmau5 feat. Hayla – Escape
- Swedish House Mafia & Connie Constance – Heaven Takes You Home
- Tiësto & Charli XCX – Hot In It

### Artista dance dell'anno
- Anabel Englund
- Joel Corry
- Sofi Tukker
- Swedish House Mafia
- Tiësto

### Canzone pop latina/reggaeton dell'anno
- Becky G & Karol G – Mamiii
- Farruko, Víctor Cárdenas & DJ Adoni – El incomprendido
- Bad Bunny feat. Chencho Corleone – Me porto bonito
- Bad Bunny – Moscow Mule
- Karol G – Provenza

### Artista pop latino/reggaeton dell'anno
- Bad Bunny
- Daddy Yankee
- Farruko
- Karol G
- Rauw Alejandro

### Miglior nuovo artista latino
- Kali Uchis
- Blessd
- Quevedo
- Ryan Castro
- Venesti

### Canzone messicana dell'anno
- La Arrolladora Banda El Limón de René Camacho – Cómo te olvido
- Grupo Firme feat. Maluma – Cada quien
- Calibre 50 – Si te pudiera mentir
- La Adictiva – Ya solo eres mi ex
- Grupo Firme – Ya supérame

### Artista messicano dell'anno
- Grupo Firme
- Calibre 50
- Christian Nodal
- El Fantasma
- La Adictiva

### Miglior testo
- Taylor Swift – Anti-Hero
- Lizzo – About Damn Time
- Gayle – ABCDEFU
- Jordan Davis feat. Luke Bryan – Buy Dirt
- Joji – Glimpse of Us
- Rihanna – Lift Me Up
- Kendrick Lamar – N95
- Gunna e Future feat. Young Thug – Pushin P
- Nicki Minaj – Super Freaky Girl
- Morgan Wallen – Wasted On You
- Lin-Manuel Miranda – We Don't Talk About Bruno (eseguito dal cast del film Encanto)

### Album dell'anno
- Alternativo: Unlimited Love – Red Hot Chili Peppers
- Country: Growin' Up – Luke Combs
- Hip hop: Her Loss – Drake e 21 Savage
- Latino: Un verano sin ti – Bad Bunny
- Pop: Midnights – Taylor Swift'
- R&B: Renaissance – Beyoncé
- Rock: Impera – Ghost

### Compositore dell'anno
- The-Dream

### Produttore dell'anno
- Kid Harpoon

### Documentario preferito
- Selena Gomez – Selena Gomez: My Mind & Me
- Jennifer Lopez – Halftime
- Machine Gun Kelly – Life in Pink
- Lizzo – Love, Lizzo
- Niall Horan & Lewis Capaldi – Niall Horan's Homecoming: The Road to Mullingar with Lewis Capaldi
- Shania Twain – Shania Twain: Not Just a Girl
- Sheryl Crow – Sheryl
- Lil Baby – Untrapped: The Story of Lil Baby

### Miglior video musicale
- BTS – Yet to Come
- Taylor Swift – Anti-Hero
- Harry Styles – As It Was
- Rema & Selena Gomez – Calm Down
- Tiësto e Karol G – Don't Be Shy
- Black Eyed Peas, Shakira & David Guetta – Don't You Worry
- Anitta – Envolver
- Charlie Puth feat. Jung Kook – Left and Right
- Blackpink – Pink Venom
- Bad Bunny – Tití Me Preguntó

### Migliorfan army
- BTS Army – BTS
- Barbz – Nicki Minaj
- Beliebers – Justin Bieber
- Beyhive – Beyoncé
- Blinks – Blackpink
- Harries – Harry Styles
- Hotties – Megan Thee Stallion
- Louies – Louis Tomlinson
- RihannaNavy – Rihanna
- Rushers – Big Time Rush
- Selenators – Selena Gomez
- Swifties – Taylor Swift

### Social Star Award
- Jvke
- Bailey Zimmerman
- Charli D'Amelio
- Em Beihold
- Gayle
- GloRilla
- Lauren Spencer-Smith
- Yung Gravy

### Fotografo di tournée preferito
- Harry Styles – Lloyd Wakefield
- Bad Bunny – SIEMPRERIC
- Demi Lovato – Angelo Kritikos
- Dua Lipa – Elizabeth Miranda
- Halsey – Yasi
- Louis Tomlinson – Joshua Halling
- Luke Combs – David Bergman
- Machine Gun Kelly – Sam Cahill
- Olivia Rodrigo – DONSLENS
- Post Malone – Adam DeGross
- Twenty One Pilots - Ashley Osborn
- Yungblud – Tom Pallant

### TikTok Bop of the Year
- Taylor Swift – Bejeweled
- Lizzo – About Damn Time
- Harry Styles – As It Was
- Steve Lacy – Bad Habit
- Latto – Big Energy
- Beyoncé – Cuff It
- Anitta – Envolver
- Lil Uzi Vert – Just Wanna Rock
- Meghan Trainor – Made You Look
- Nicki Minaj – Super Freaky Girl
- Sam Smith e Kim Petras – Unholy
- AJR – World's Smallest Violin

### Utilizzo di campionamento preferito
- Taylor Swift – Question...? (campionamento di Out of the Woods di Taylor Swift)
- Beyoncé – Summer Renaissance (campionamento di I Feel Love di Donna Summer)
- Blackpink – Pink Venom (campionamento di P.I.M.P. di 50 Cent, Pon de Replay di Rihanna e Kick in the Door di Biggie)
- Chlöe – Treat Me (campionamento di Ms. New Booty di Bubba Sparxxx & Ying Yang Twins)
- David Guetta e Bebe Rexha – I'm Good (Blue) (campionamento di Blue (Da Ba Dee) degli Eiffel 65)
- DJ Khaled feat. Drake & Lil Baby – Staying Alive (campionamento di Stayin' Alive dei Bee Gees)
- Doja Cat – Vegas (campionamento di Hound Dog di Shonka Dukureh)
- Jack Harlow – First Class (campionamento di Glamorous di Fergie)
- Latto – Big Energy (campionamento di Fantasy di Mariah Carey)
- Lizzo – Break Up Twice (campionamento di Doo Wop (That Thing) di Lauryn Hill)
- Nicki Minaj – Super Freaky Girl (campionamento di Super Freak di Rick James)
- Yung Gravy – Betty (Get Money) (campionamento di Never Gonna Give You Up di Rick Astley)

### Stile di tournée preferito
- Harry Styles
- Bad Bunny
- Carrie Underwood
- Dua Lipa
- Elton John
- Lady Gaga
- Lil Nas X
- Lizzo
- Machine Gun Kelly
- Olivia Rodrigo
- Rosalía
- The Weeknd

### Residency show preferito
- Harry Styles – Love on Tour
- Silk Sonic – An Evening with Silk Sonic
- Lady Gaga – Enigma + Jazz & Piano
- Shania Twain – Let's Go!
- John Legend – Love in Las Vegas
- Katy Perry – Play
- Usher – My Way: The Las Vegas Residency
- Adele – Weekends with Adele

### Tour dell'anno
- The Eras Tour – Taylor Swift

### Innovatore
- Taylor Swift

### Icona
- Pink

### Titanio - Artista più ascoltato
- Doja Cat